# Nationale operationer
Nationale operationer er Forsvarets betegnelse for en række aktiviteter, som gennemføres og planlægges i relation til Danmark og de nationale opgaver. Der skelnes mellem nationale operationer og internationale operationer. Hvor internationale operationer omfatter udsendelsen af styrker fra Danmark samt kapacitetsopbygning i svage stater, så omfatter nationale operationer en bred vifte af opgaver inden for Kongeriget Danmarks grænser, herunder også Grønland og Færøerne. Begrebet spænder fra støtte til det civile samfund i fredstid - fx i forbindelse med snestorme eller stormflod over kriser såsom større ulykker eller katastrofer til krigstidsopgaver.
Nationale operationer omfatter overvågning og suverænitetshævdelse. Overvågning af landområdet påhviler politiet, som kan anmode om støtte fra Forsvaret. Det eneste landterritorium, der fast overvåges af Forsvaret, er den nordøstlige del af Grønland. Denne opgave løses af Siriuspatruljen, der er tillagt politimyndighed. Farvandsovervågningen udføres primært af søværnets 3. Eskadre. Søværnets Overvågnings Enhed (SOE) har ansvaret for overvågningen af farvande med kystradarer og Vessel traffic service (VTS) i henholdsvis Øresund og Storebælt. Patruljeskibe fra søværnet samt lejlighedsvis støtte fra Marinehjemmeværnet varetager overvågning og suverænitetshævdelse til søs. Søværnets opgaveløsning ved Grønland og Færøerne varetages primært af Søværnets 1. Eskadre.
Andre skibe, fly eller helikoptere fra forsvaret supplerer overvågningen og løser derudover andre opgaver. Luftrummet overvåges af Flyvevåbnet ved hjælp af radarer, suppleret med information fra civile myndigheder. Til afvisning af krænkelser opretholder flyvevåbnet et permanent afvisningsberedskab med kampfly på beredskab.
Nationale operationer omfatter også opgaver for kongehuset, herunder bevogtning af de kongelige slotte og palæer, ceremoniel, flyvning samt sejlads med kongeskibet Dannebrog.
Endvidere omfatter nationale operationer en række civile og civilt prægede opgaver, herunder katastrofehjælp, støtte til Politiet og SKAT mfl. (herunder bevogtningsopgaver i København og støtte til grænsekontrollen), eftersøgnings- og redningstjeneste, fiskeriinspektion ved Grønland og Færøerne, Havmiljøovervågning, -håndhævelse og forureningsbekæmpelse i danske farvande, støtte til sikker afvikling af skibstrafikken, ammunitionsrydning, sø-opmåling, bistand til lokalsamfundene i Grønland og Færøerne, samt transport af meget vigtige personer (VIP). Til nogle af opgaverne inden for nationale operationer er der etableret særlig struktur, kapaciteter og beredskab. Andre opgaver løses med ressourcer, der står til rådighed. Forsvaret og Forsvarets kapaciteter indgår i samfundets samlede beredskab; totalforsvaret.
I Danmark styres opgave-, rolle- og ansvarsfordeling mellem myndigheder i forbindelse med en national krisesituation, samt organisering af den nationale krisestyring, af syv grundlæggende principper:
- Sektoransvarsprincippet: Ansvarsfordelingen mellem myndigheder ændres ikke i en krisesituation. Den myndighed, der til daglig bærer ansvaret for en given opgaves håndtering, bevarer ansvaret for opgaven i en krisesituation (før, under og efter krisen).
- Lighedsprincippet: Procedure og ansvarsforhold etableret i den daglige opgaveløsning fastholdes i en krisesituation med mindre andet taler for en ændring.
- Nærhedsprincippet: Beredskabsopgaver løses så tæt på borgeren eller det ramte område som muligt og i udgangspunktet på lavest egnede, relevante organisatoriske niveau.
- Samarbejdsprincippet: Alle involverede myndigheder har et selvstændigt ansvar for at samarbejde og koordinere med andre myndigheder og organisationer vedrørende beredskabsplanlægning og krisestyring med henblik på bedst mulig anvendelse af samfundets samlede ressourcer.
- Handlingsprincippet: I en situation med uklare eller ufuldstændige informationer er det mere hensigtsmæssigt at etablere et lidt for højt beredskab end et lidt for lavt beredskab. Samtidig skal der hurtigt kunne ændres på beredskabet i nedadgående retning for at undgå ressourcespild.
- Fleksibilitetsprincippet: Opgaven er det styrende for tilrettelæggelsen af samarbejdet. Det betyder at myndighedernes virke og arbejde i de tværgående krisestyringsfora kan og bør tilpasses den konkrete situation.
- Retningsprincippet: En organisations handlinger under kriser styres med udgangspunkt i klare strategiske hensigter. De strategiske hensigter skal sætte den overordnede retning for organisationens indsats og skal angive, hvad organisationen samlet set ønsker at opnå med krisestyringsindsatsen.

## Kommando og kontrolforhold i nationale operationer
Forsvarschefen er øverstkommanderende og har fuld kommando over danske militære styrker. Forsvarskommandoen har etableret et Værnsfælles Operativt Center, i daglig tale kaldet Joint Operations centre (JOC). Joint Operations centre (JOC) varetager den overordnede planlægning, koordination og indsættelse af Forsvarets kapaciteter. Herunder, på det taktiske niveau, har hver kommando deres eget operationscenter, der indsætter egne kapaciteter og koordinerer med de øvrige kommandoer. Hærens operationscenter benævnes "National Land Operativt Centre" (NLOC), søværnets benævnes "Nationalt Maritimt Operativt Center" (NMOC), flyvevåbnets benævnes "National Air Operations Centre" (NAOC), Specialoperationskommandoens benævnes "Nationalt Specialoperationsstyrke Operativt Center" (NSOC) og Arktisk Kommandos benævnes "Arktisk Værnsfælles Operativt Center" (AJOC). Ved indsættelse af Hærhjemmeværnet afgives kontrollen med Landsdelsregionerne til chefen for Hæren i Operativ Kommando, og kontrollen med marinehjemmeværnet afgives til NMOC og kontrollen med flyverhjemmeværnet afgives til NAOC.
Hvis der ved særlige eller større hændelser bliver behov for at koordinere på tværs af sektorer vil den National Operative Stab (NOST) træde sammen og bistå koordinationen. NOST har ingen kommando over sektorer, men er udelukkende en koordinerende stab. Den Nationale Operative Stab består af de faste medlemmer Rigspolitiet (varetager den koordinerende ledelse af NOST), Forsvarskommandoen, Politiets Efterretningstjeneste, Forsvarets Efterretningstjeneste, Sundhedsstyrelsen, Trafik-, Bygge- og Boligstyrelsen samt Udenrigsministeriet. Herudover kan staben indkalde ad hoc-medlemmer fra relevante myndigheder m.fl.

### Koordination sektorerne imellem på taktisk niveau
NOST referer til Regeringens sikkerhedsudvalg, subsidiært embedsmandsudvalget for sikkerhedsspørgsmål. Politiet i den enkelte politikreds forestår koordinationen af tværgående indsatser og samarbejde sektorerne imellem i en lokal beredskabsstab (LBS) der dækker politikredsens område. Jævnfør beredskabsloven §§ 25 er LBS udover den koordinerende rolle i forberedelse og gennemførelse også ansvarlig for beredskabsplanlægning og koordination af samme mellem de enkelte sektoransvarsmyndigheder. Ved opgaver/hændelser der rækker ud over den enkelte politikreds, kan Rigspolitichefen udpege en lokal beredskabsstab som lead. Faste medlemmer i den lokale beredskabsstab er politiet, forsvarets landsdelsregion, Beredskabsstyrelsens beredskabscenter, regionernes sundhedsberedskab og det kommunale redningsberedskab. beredskabsstaben kan supplere sig selv med relevante ad-hoc medlemmer.
På stedet ledes indsatsen fra politiets kommandostade (KST) med deltagelse af redning/brandvæsen, sundhed og efter omstændighederne med deltagelse af forsvaret.
Sammensætningen, deltagelse, koordination og ansvar myndighederne i mellem i KST, LBS, NOST styres af Krisestyringens principper hvor sektoransvarsprincippet er væsentligt i det det betyder at ansvaret i krise ikke ændrer sig i forhold til daglige forhold, men også samarbejdsprincippet idet det pålægges den enkelte sektor at imødekomme behov og efterspørgsler fra de øvrige sektorer og at være repræsenteret kompetent og med mandat i de tværgående fora.

## Det lovmæssige indsættelsesgrundlag for nationale operationer
Selve lovgrundlaget for Forsvarsministeriets indsættelse i nationale operationer fastsættes overordnet i Forsvarsloven og Beredskabsloven. Forsvarets formål, opgaver og organisation rammesættes i Forsvarsloven. Mens redningsberedskabets opbygning og opgaver rammesættes i Beredskabsloven.
Udvikling og udførelse af disse opgaver, samt tilpasning af organisationen, sker løbende igennem indgåelse af politiske aftaler, såkaldte forsvarsforlig. Forsvarsforliget strækker sig over en forligsperiode på fire-fem år og sætter retningen for Forsvarets praktiske opgaveløsning og organisation. Det er således her at midlerne til løsning af de, i Forsvarsloven og Beredskabsloven, fastsatte opgaver fastsættes.
Hertil kommer yderligere love og bestemmelser, bl.a. Lov om Forsvarets personel, der dækker både nuværende og tidligere ansatte indenfor Forsvarsministeriets område, Politiloven, der sætter rammerne for Forsvarets støtte til politiet under nationale operationer samt Værnepligtsloven, der fastsætter rammerne for værnepligten i Danmark.

### Forsvarsloven[14]
Forsvarsloven beskriver Forsvarets formål, opgaver og organisation. I rammen af nationale operationer er det særligt interessant at kigge på bl.a. § 2, pkt. 1-3, der beskriver Forsvarets formål, samt §§ 3-8, der beskriver Forsvarets opgaver. Flere af paragrafferne refererer specifikt til nationale hhv. internationale opgaver i rammen af NATO, der allerede er integreret i Forsvarets nuværende opgaveløsning, og dermed indarbejdet i Forsvarets organisation. Vanskeligere er det med § 7, der beskriver hvorledes Forsvaret kan indsættes til at løse opgaver i øvrige ministerområder. Denne del er vanskelig at forberede, men lægger naturligt op til nationale operationer.  Et eksempel kunne være indsættelsen af Forsvarets enheder til støtte for aflivningen af de danske bestande af mink pga. COVID-19.
Forsvarsloven beskriver også forsvarsministerens øgede muligheder i forbindelse med krig eller andre ekstraordinære forhold (§ 17), herunder tilsidesættelse af grundlovens § 72 ved at give mulighed for, uden retskendelse, at aflytte telefoner og anden kommunikation.

### Beredskabsloven[12]
Beredskabsloven beskriver redningsberedskabets formål og opbygning. Redningsberedskabet omfatter det statslige redningsberedskab, herunder det statslige regionale redningsberedskab, og det kommunale redningsberedskab. Beredskabsloven anviser således også rollefordelingen og opgaver for de enkelte niveauer. Ligeledes beskriver Beredskabsloven reglerne for indsættelse af redningsberedskabet, forudgående beredskabsplanlægning og evt. ekspropriation mv.

### Forsvarsforliget[18]
Forsvarsforliget, der for nuværende gælder i perioden 2018-2023, giver i forhold til nationale operationer en række nye eller forstærkede kapaciteter. Blandt andet betyder forliget, at der skal indkaldes ca. 500 flere værnepligtige, herunder oprettelse af et 4. vagthold ved Den Kongelige Livgarde, en styrkelse af det statslige redningsberedskab i form af flere værnepligtige og mere materiel til Beredskabsstyrelsen, et dedikeret helikopterbidrag til støtte for politiet samt oprettelse af et helt nyt cybersituationscenter. Dertil kommer et, igennem forliget, stigende budget til oprettelse af bl.a. en let-infanteribataljon, samt flere andre militære kapaciteter.

## Hæren
Hærens opgaver er at forsvare kongeriget Danmark, bidrage til international sikkerhed og fred samt støtte det øvrige samfund. Hæren bidrager til forsvaret af kongeriget Danmark (nationale operationer) med veluddannede og indsatsklare enheder. Hæren kan således med få timers varsel stille enheder til rådighed for politiet, herunder en strategisk reserve på ca. 400 mand på højt beredskab, der med kort varsel kan indsættes i København, og støtte politiet i tilfælde af f.eks. terrorangreb og herudover, bl.a. en let infanteribataljon på ca. 500 mand.
Den danske hær er en krigsorganisation, der består af værnepligtige under basisuddannelse, soldater under reaktionsstyrkeuddannelsen, soldaterne i den stående styrke og et meget lille antal civilansatte. Hæren uddanner og træner for at kunne forsvare kongeriget, både alene og sammen med allierede.
Uddannelsen til at kunne kæmpe i krise eller krig er baggrunden for alt andet uddannelse og det grundlag, der bygges oven på ved klargøring til international missioner.
Hærens nationale opgaver omfatter bl.a.
- Ammunitions- og minerydning, hvor særligt uddannede soldater med specialudstyr, kan indsættes ved bombetrusler, eller når man finder farlige genstande som miner, ammunition eller farligt fyrværkeri.
- Is- og sneberedskab, hvor bl.a. Hærens terrængående Piranha 5 køretøjer kan indsættes til at støtte det øvrige samfund, når sneen lukker vejene.
- Støtte til Kongehuset med bevogtning af de kongelige slotte og palæer og eskorte i forbindelse med særlige arrangementer.
- Støtte til politiet sker med soldater og materiel i særlig situationer og hjælper med grænsekontrol og bevogtningsopgaver. Fx bidrager Hæren daglig til Operation Gefion, der drejer sig om Forsvarets støtte til blandt andet grænsekontrol ved den dansk-tyske grænse samt bevogtningsopgaver i København. Operationen er en udløber af forsvarsforliget for 2018-2023. Her blev det besluttet, at Forsvaret skal støtte og aflaste politiet i deres opgaveløsning.[19]

Hæren er en vigtigt del af samfundets samlede beredskab - totalforsvaret. Formålet er at sikre en effektiv og koordineret indsats af samfundets samlede ressourcer i tilfælde af kriser, katastrofer eller større hændelser. Hæren er således en organisation, der løser mange varierede nationale opgaver både i fred, konflikt, krise og krig. Inden for landets grænser styres de indsatte soldater fra Hærens hovedkvarter og National Land Operativt Center i Karup (NLOC).

## Flyvevåbnet
Flyvevåbnet leverer militære, flyvende kapaciteter til det nationale beredskab. I den opgaveportefølje har Flyvevåbnet sammen med sine NATO-partnere ansvaret for at overvåge, detektere trusler, rapportere til rette forestående myndighed og indsatte det flyvende beredskab.
Flyvevåbnet er organiseret med Flyverkommandoen og dens stab og organiseret med med National Air Operations Center (NAOC) i Karup, som til dagligt er ansvarlig for føring af flyvevåbnets flyvende operative kapaciteter nationalt.
Under Flyverkommandoen er de seks Wings organiseret:
- Air Control Wing
- Air Transport Wing
- Fighter Wing
- Helicopter Wing
- Joint Movement and Transportation Organization
- Operations Support Wing

### Air Control Wing
Air Control Wing(ACW) har med dens Control and Reporting Center(CRC) Karup ansvaret for at overvåge, kontrollere og indsætte afvisningsberedskabet ved risiko for krænkelser af det danske luftrum og støtte til fly i nød. Enheden er døgnbemandet og kan med en kombination af efterretninger og et sofistikeret radarnetværk, som dækker det danske ansvarsområde, detektere al flytrafik. Dette rapporteres til NAOC og videre til NATOs pendant Combined Air Operations Center (CAOC) Uedem, som har ansvaret for at overvåge den nordlige del af Europa.
Danmark er med i en aftale i Eurocontrol om Flexible Use of Airspace, som blandt andet dikterer et integreret samarbejde med den civile flyvesikringstjeneste NAVIAIR. Derfor har ACW ligeledes Eskadrille 515 integreret i den civilt militære kontrolcentral i Kastrup, så man på sikker vis kan afvikle både civil og militær flyvning hen over Danmark.
ACW råder over et stort netværk af radar, radiomaster og linksystemer i Danmark, som operatørerne i CRC Karup, bruger til at generere et Recognized air picture (en) (RAP). CRC Karup er i direkte kontakt med de danske jagerfly, både via radio og link, så de hele tiden har et opdateret situationsbillede og kan agere ud fra de ordrer som NAOC udgiver.

### Air Transport Wing
Air Transport Wing (ATW) ligger på Flyvestation Aalborg og har ansvaret for at vedligeholde og indsætte de danske C-130J Hercules og CL-604 Challenger, til både nationale og internationale opgaver. Begge flytyper kan løse et væld af opgaver og kan specielkonfigureres til den enkelte opgave.
De flyvende enheder hører til i Eskadrille 721.
Eksempel på opgaver for C130J Hercules nævnes:
- Transport af personel, materiel og brændstof
- Indsættelse af både udstyr og personel med faldskærm.
- Overvågning af sø- og land, herunder Search and Rescue
- Landing på svært til gengængelige steder, herunder ørken og i Arktis.
- Levering af nødhjælp til katastrofeområder

Eksempel på opgaver for CL-604 Challenger:
- Findes i en VIP-konfiguration til transport af Kongehuset og regeringen
- Overvågning af sø- og land, herunder Search and Rescue, ved brug af radar og kamera, som kan monteres til lejligheden.
- Indsættelse i det arktiske under kommando af Arktis kommando (AKO) til støtte  for fiskeriinspektion, eftersøgning- og redningsopgaver.
- Patienttransport over længere strækninger.

Eskadrille 690 er til støtte for de to flyvende enheder i forbindelse med:
- Medical evacuation (en) (MEDEVAC)
- Aeromedical Evacuation Control Center

### Fighter Wing
Fighter Wing(FW) ligger på Flyvestation Skrydstrup og opstiller til dagligt de to eskadriller med F-16 jagerfly, eskadrille 727 og 730. FW har ansvaret for at vedligeholde og indsætte det danske afvisningsberedskab til både nationale og internationale opgaver. F-16 kampflyet kan både indsættes i offensive og defensive operationer, og kan opsættes specifikt til den enkelte opgave. På den måde kan flyet sættes op til mange forskellige opgaver, som kan støtte de nationale operationer, herunder:
- Afvisning af krænkelser på dansk territorium, inklusive over Bornholm.
- Patruljering af dansk territorium.
- Overvågning og støtte til enheder på jorden gennem avanceret brug af kamera og sensorer.
- Inspektion af fly i nød.

FW er ligeledes ved at klargøre til de nye 5.-generationsfly: F-35 Joint Strike Fighter, som skal afløse den aldrende F-16 flåde. F-35 skal fortsætte de ovenstående opgaver, man forventes også at kunne støtte ind på nye fronter, med sine avancerede sensorer og link-systemer.

### Helicopter Wing
Helicopter Wing ligger på Flyvestation Karup og opstiller til dagligt de tre helikoptereskadriller 722, 723 og 724.
Eskadrille 722 råder over helikoptertypen EH101 Merlin til støtte for:
- Search and Rescue på både vand og land
- Transport af kritisk syge patienter imellem regionerne
- Taktisk troppetransport

Eskadrille 723 råder over den skibsbaserede helikoptertype Sikorsky MH-60R Seahawk til støtte for flådens skibe, herunder fregatklasserne Iver Huitfeldt og Absalon og Inspektionsskibsklassen Thetis, som alle har helikopterdæk og hangar. I samarbejde med flåden indsættes de til:
- Search and Rescue
- Transport af materiel og personel imellem skibe og fastlandet, samt til Siriuspatruljen
- Ved brug af sin avancerede radar og sensorer, at overvåge skibets ansvarsområde
- Ved brug af sonar, søge efter og jage ubåde

Eskadrille 724 råder den taktiske helikoptertype AS 550 Fennec. Til trods for sin lille størrelse, kan den anvendes til en stor opgaveportefølje:
- Indsættelse af specialstyrker, politiets indsatsstyrker og andre typer af specialenheder i forbindelse med terror- eller større politiaktioner.
- Overvågning af større begivenheder - den kan med sit avancerede kamera og link give politi og beredskab et overbliksbillede i realtid.
- Overvågning af større landområder til støtte for hærens enheder, herunder i forbindelse med forskydning i konvojer, sikring af en lejr eller lign.

### Joint Movement and Transportation Organization
Joint Movement and Transportation Organization (JMTO) har hovedsæde på Karup Flyvestation. Herfra støttes alle enheder i ind og udland i forbindelse med transport af materiel og personel.

### Operations Support Wing
Operations Support Wing (OSW) har hovedsæde på Karup Flyvestation. Enheden har en stor pallette af opgaver og kapaciteter til støtte for de nationale operationer:
- Air Mobile Protection and Recovery – i samarbejde med helikopterne
- Military Working Dog til patruljering, bombehunde i samarbejde med det øvrige forsvar, samt beredskabet og politiet.
- Forward Aeromedical Evacuation – i samarbejde med helikopterne
- Joint Datalink Operations Centre – er det koordinerende center for alle de taktiske links, som bliver brugt i forsvaret.
- Flyvevåbnets Fototjeneste.
- Elektronisk Krigsførelses- og Opdateringscenter
- Dansk Meteorologisk Institut
- Radiosonde
- Bevogtningstjenesten, som står for sikkerheden omkring de 3 flyvestationer i Danmark.

Derudover driver enheden de administrative fællesskaber for Flyvevåbnet.

## Hjemmeværnet
Hjemmeværnet er militær beredskabsorganisation bestående af over 13.000 aktive frivillige og over 30.000 personer i reserven, som støtter andre myndigheder, primært Forsvaret og politiet. Operativt er hjemmeværnet forankret i 2 landsdelsregioner; Øst og Vest adskilt af Storebælt, med hver 6 distrikter samt en regional føringsstruktur, og indgår i Forsvarets operative struktur med reference til Forsvarskommandoens Operationsstab
Hjemmeværnet har ikke et eget sektoransvar og støtter andre myndigheder under nationale operationer. I udgangspunktet løser Hjemmeværnet ikke driftsopgaver. Hjemmeværnets støtte ydes under frivillighedsprincippet i fredstid, men der er mødepligt for alle medlemmer under krig eller ekstraordinære forhold samt under katastrofealarm i fredstid. Hjemmeværnet er styrkeopsættende og styrkeproducerende, men ikke styrkeindsættende. Hjemmeværnet kan indsættes med meget kort varsel og løse opgaver i ekstraordinære situationer. Hjemmeværnet er opdelt i tre værn med følgende opgaver:
Hærhjemmeværnet:
- Bevogtning og sikring af udpegede objekter
- Overvågning
- Sneberedskab
- Miljøberedskab
- Støtte til politiet

Marinehjemmeværnet:
- Farvands- og havmiljøovervågning
- SAR beredskab
- Bekæmpelse af olieforurening
- Sejlads med politi og toldere fra Skat
- Bevogtning af flådefartøjer og flådestationer

Flyverhjemmeværnet:
- Bevogtning af fly og helikoptere
- Adgangskontrol til flyvestationer
- Sikringsopgaver på flyvestationer
- Bevogtning af civile lufthavne

I Aftale på Forsvarsområdet 2018-2023 står der, at partierne overordnet ønsker at styrke: Danmarks bidrag til NATO’s kollektive afskrækkelse og forsvar; Forsvarets evne og kapacitet til internationale operationer og internationale stabiliseringsindsatser; Forsvarets bidrag til den nationale sikkerhed, fx i forbindelse med et terrorangreb i Danmark; Beskyttelsen af Danmark mod cyberangreb; Det statslige redningsberedskab.
Disse emner er i tråd teksten i NATO pagtens artikel 3 hvor der står: “In order more effectively to achieve the objectives of this Treaty, the Parties, separately and jointly, by means of continuous and effective self-help and mutual aid, will maintain and develop their individual and collective capacity to resist armed attack.”
Emnerne er ydermere i tråd med, at stats- og regeringslederne på NATO topmødet i Warsawa 8.-9. juli 2016 blandt andet blev enige om følgende: ”We, the Heads of State and Government of the North Atlantic Alliance, stand united in our resolve to maintain and further develop our individual and collective capacity to resist any form of armed attack”.
Der er således på det politiske niveau en enighed om, at landene skal forpligte sig til at udvikle og vedligeholde disse evner. I Danmark er dette inden for forsvarsområdet eksempelvis kommet til udtryk ved, at der er oprettet en let infanteribataljon i Haderslev, der kan indsættes i Nationale Operationer. Denne bataljon kan indirekte understøtte de aftalte syv nedenstående krav, der er aftalt.
Beslutningstagen på regeringsniveau; Energiforsyning; Telekommunikation; Mad og vand; Massetransport; Håndtering af masseskader; Effektive transportsystemer.

## Totalforsvaret i Norge, Sverige og Finland
Norge, Sverige og Finland havde ligesom Danmark ved afslutningen af den kolde krig alle robuste totalforsvar. Selv om der var forskelle ikke mindst betinget af geografisk placering og alliancetilhørsforhold - eller mangel på samme - var alle landes totalforsvar indrettet på en national overlevelseskamp i en krig med Warszawa-pagten. De fire nordiske landes totalforsvarskoncepter indebar en mobilisering af alle samfundets ressourcer med henblik på at sikre statens og samfundets overlevelse. Bortset fra Finland - som bibeholdt sin totalforsvarsmodel - refokuserede (Norge) eller afskaffede (Danmark, Sverige) de øvrige nordiske lande deres totalforsvar efter afslutningen af den kolde krig. Den russiske annektering af Krim satte imidlertid Danmark, Norge, Sverige og Finland i en ny situation og betød en revitalisering af totalforsvarstankegangen i landene. I Finland søger man inden for givne økonomiske rammer at optimere sit totalforsvar, herunder ved at forbedre sine konventionelle styrker, så de også kan håndtere hybride situationer. I Sverige investeres der kraftigt i det militære forsvar og civilforsvaret, mens der tages initiativer til sikring af samfundets funktionsmåde under krig og krise. I Norge omfatter totalforsvarsplanlægningen igen såvel territorialforsvar som håndtering af civile katastrofesituationer. Der investeres i militære aktiver der primært har til formål at afskrække en mulig aggressor, mens Norge ikke ruster sig til et egentligt territorialforsvar. I hverken Norge eller Sverige har totalforsvaret nået en robusthed som kan sammenlignes med den, der fandtes under den kolde krig.